# Alberto Braglia
Alberto Romeo Braglia (Modena, 23 aprile 1883 – Modena, 5 febbraio 1954) è stato un ginnasta italiano. 
Ha conquistato tre medaglie d'oro olimpiche tra i Giochi della IV Olimpiade di Londra nel 1908 e i Giochi della V Olimpiade di Stoccolma nel 1912.
A lui è intitolato lo Stadio di Modena.

## Biografia

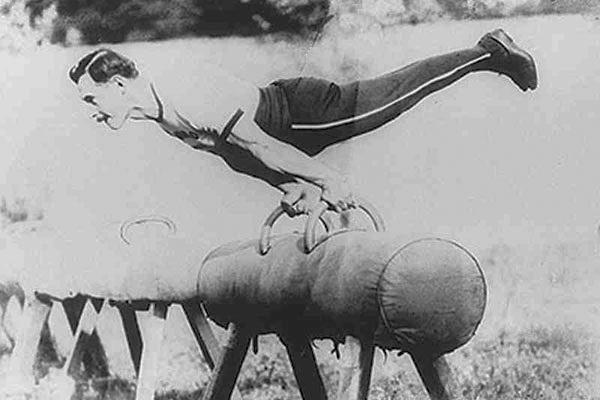
Alberto Braglia sul cavallo con maniglie.

Si appassionò alla ginnastica già da bambino, allenandosi da autodidatta in un fienile. A 17 anni entrò nella Società di ginnastica e scherma "Panaro" di Modena, praticando differenti attrezzi (sbarra, anelli, cavallo, parallele) e la ginnastica artistica.
Ai Giochi intermedi del 1906, ad Atene, vinse due argenti. Quella competizione non è riconosciuta dal CIO come Olimpiade, e quindi tali medaglie non rientrano nel medagliere olimpico ufficiale. Al suo ritorno in patria venne accolto come un eroe, ed il suo ingresso a Modena divenne un corteo di trionfo. Angelo Fortunato Formiggini scrisse per lui un componimento, venne ricevuto da Vittorio Emanuele III, e gli fu dato in premio un impiego come operaio alla Manifattura Tabacchi della città.
Alle Olimpiadi di Londra del 1908 Alberto Braglia fu il migliore ginnasta in assoluto, imponendosi sugli avversari nelle varie specialità. L'apice della sua prestazione fu al cavallo con maniglie, dove rasentò la perfezione. Ma in quelle Olimpiadi vennero assegnati solo due titoli nella ginnastica, per il concorso completo individuale (heptathlon) e a squadre. Pur primeggiando in tutte e sette le specialità, ottenne un solo oro, quello del concorso completo individuale.
Dopo i Giochi, per Braglia si aprì un periodo molto travagliato. Non riuscendo a trovare altro lavoro, si diede alle esibizioni in pubblico per guadagnarsi da vivere. Per questo fu dichiarato professionista ed espulso dalla Federazione Ginnastica d'Italia. In un'esibizione si ruppe una spalla e qualche costola. A tutto ciò si aggiunse una tragedia familiare, la morte del figlioletto di quattro anni, che fece entrare Braglia in un profondo esaurimento nervoso.
Riuscì a riprendersi, ed ottenne la riabilitazione a dilettante in tempo per partecipare alle Olimpiadi del 1912, durante la cerimonia di apertura delle quali esercitò le funzioni di alfiere portabandiera dell'Italia. Difese il suo titolo nel concorso completo individuale, a cui aggiunse anche la vittoria nel concorso a squadre. Vinse quindi due ori in quell'edizione dei Giochi.
Durante la prima guerra mondiale prestò servizio come soldato di fanteria, dopodiché tornò allo spettacolo, portando in teatro una rappresentazione ispirata ai personaggi del Corriere dei Piccoli, Fortunello e Cirillino. Ebbe un discreto successo, e si esibì in giro per l'Europa e per gli Stati Uniti d'America, accumulando una piccola fortuna (che venne in gran parte intaccata dopo la crisi del '29).
Nel 1932 fu l'allenatore della squadra italiana di ginnastica che vinse a sorpresa  l'oro alle Olimpiadi di Los Angeles. A seguito di quest'ultimo successo, venne nominato "cavaliere ufficiale per meriti sportivi".

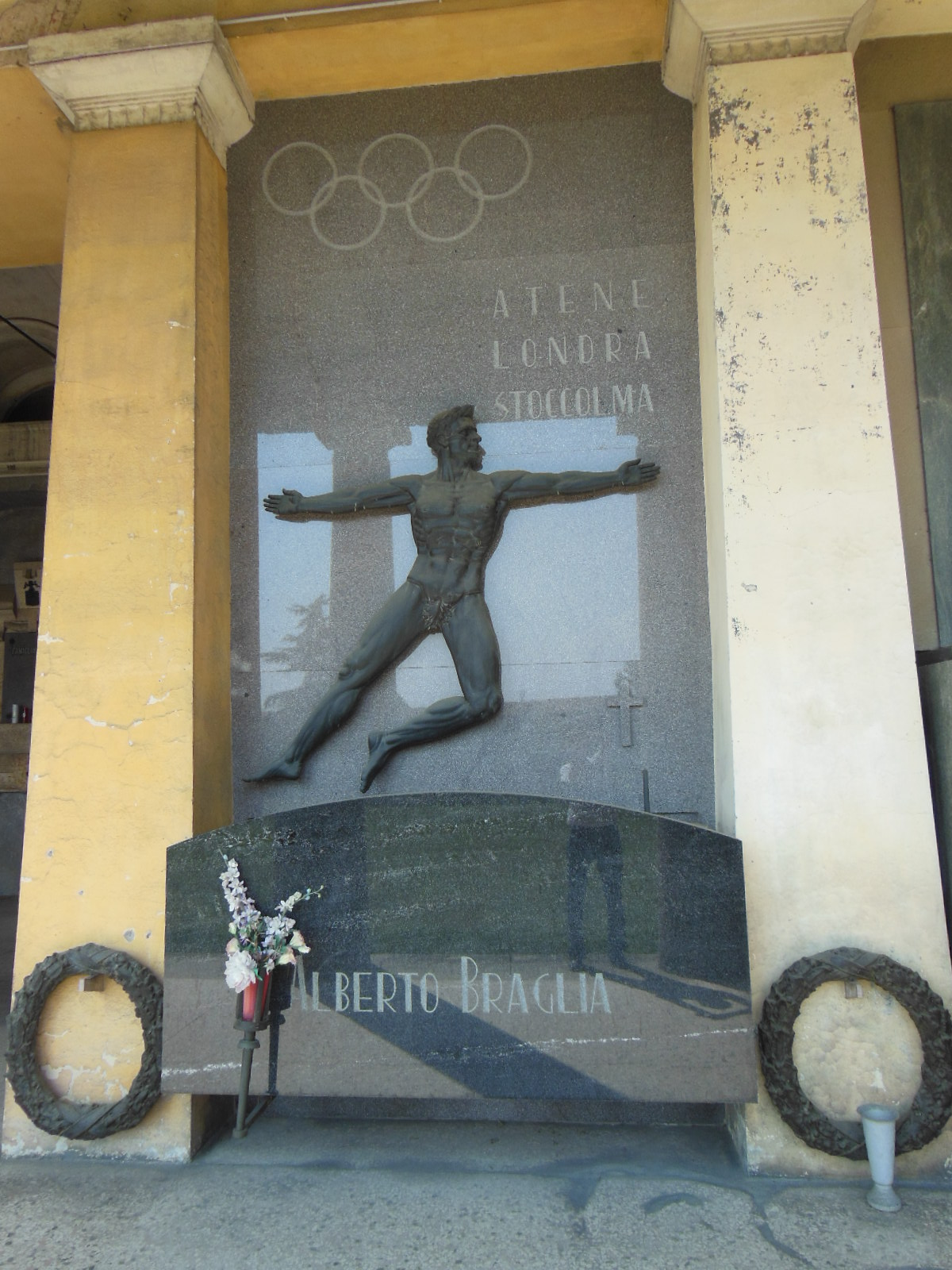
Tomba di Alberto Braglia al cimitero di San Cataldo a Modena

Lavorò come bidello di una scuola e come gestore di un'osteria. Col secondo conflitto mondiale cadde definitivamente in rovina (le sue proprietà vennero distrutte dai bombardamenti). Accompagnò la nazionale italiana di Ginnastica alle Olimpiadi di Londra del 1948, dopodiché venne colpito da arteriosclerosi e ricoverato indigente in un ospizio. Fu riconosciuto da un giornalista, il quale convinse il Comune di Modena ad assegnargli un posto come custode della palestra "Alberto Braglia" ed un piccolo stipendio. Negli ultimi anni di vita anche il CONI gli assegnò un piccolo vitalizio.
Morì all'età di 70 anni nella città natale, in cui venne sepolto nel cimitero di San Cataldo.

## Riconoscimenti
Nel 2016, una targa con il nome di Braglia è stata inserita nel percorso Walk of Fame inaugurato l'anno precedente al parco olimpico del Foro Italico a Roma, riservato agli sportivi italiani che si sono distinti per i risultati ottenuti in campo internazionale.